# 南川藤山柳
南川藤山柳（学名：Clematoclethra nanchuanensis）是猕猴桃科藤山柳属的植物，为中国的特有植物。分布在中国大陆的四川等地，生长于海拔2,000米的地区，多生长于山地的杂木林中，目前尚未由人工引种栽培。